# الت متلن
الت متلن (به آلمانی: Alt Meteln) یک شهر در آلمان است که در مکلنبورگ-فورپومرن واقع شده‌است.

## خصوصیات
الت متلن ۲۳٫۰۷ کیلومترمربع مساحت دارد ۴۹ متر بالاتر از سطح دریا واقع شده‌است.